# Górka Pabianicka (gromada)
Górka Pabianicka – dawna gromada, czyli najmniejsza jednostka podziału terytorialnego Polskiej Rzeczypospolitej Ludowej w latach 1954–1972.
Gromady, z gromadzkimi radami narodowymi (GRN) jako organami władzy najniższego stopnia na wsi, funkcjonowały od reformy reorganizującej administrację wiejską przeprowadzonej jesienią 1954 do momentu ich zniesienia z dniem 1 stycznia 1973, tym samym wypierając organizację gminną w latach 1954–1972.
Gromadę Górka Pabianicka siedzibą GRN w nie wchodzącym w jej skład mieście Pabianice (nazwa jednostki pochodzi od wsi Górka Pabianicka) utworzono 1 stycznia 1959 w powiecie łaskim w woj. łódzkim z obszaru zniesionych gromad Petrykozy i Porszewice (bez wsi Florentynów i Katarzynów, parceli Florentynów i Bechcice oraz kolonii Józefów i Prusinowice); równocześnie do gromady Górka Pabianicka przyłączono wieś Gorzew, osadę włościańską i osadę młyńską Pliszka oraz wieś i parcelację Okołowice ze zniesionej gromady Łaskowice, a także wieś Karolew i wieś Klimkowizna ze zniesionej gromady Chechło.
W 1961 roku (styczeń) gromadzka rada narodowa składała się z 27 członków.
31 grudnia 1961 do gromady Górka Pabianicka przyłączono wieś i parcelę Janowice, wieś Wola Żytowska, wieś Wyszeradz, wieś i kolonię Żytowice oraz wieś Żytowice Małorolne ze zniesionej gromady Żytowice.
Gromada przetrwała do końca 1972 roku, czyli do kolejnej reformy gminnej.